# Eupithecia moricandiata
Eupithecia moricandiata là một loài bướm đêm trong họ Geometridae.